# 后湾
后湾（Back Bay）是位于美国波士顿的一个街区。该街区有着一排排三到五层的维多利亚式风格的褐石豪华住宅，被视为美国19世纪城市设计保存最为完好的案例之一。该街区是当地一个流行的购物地点，尤其是纽伯里街（Newbury Street）和博伊尔斯顿街 (Boylston Street)，这两条街与邻近的保德信大厦（Prudential Center）和科普利广场(Copley Square)一起，构成了热点购物区。后湾区也是波士顿许多高层办公楼（如约翰·汉考克大厦）和重要文化设施（如波士顿公共图书馆）的所在地。此外，该区域还设有海因斯会议中心和一众大型酒店。
经过19世纪大规模的填海工程，后湾现在只是字面上的海湾。今天，它与附近的灯塔山，是波士顿的两个最昂贵的住宅区。